# Cserfes fecsegők
A Cserfes fecsegők (eredeti cím: Word Party) 2016-ban indult angol televíziós 3D-s számítógépes animációs sorozat, amelynek alkotója Alex Rockwell. A zeneszerzője Michael Silversher és Patty Silversher. A tévéfilmsorozat a The Jim Henson Company gyártásában készült. Műfaját tekintve kalandfilmsorozat. A sorozat először 2016. július 8-án debütált a Netflix oldalán. Magyarországon még nem mutatták be.

## Epizódok
| Évad | Évad | Epizódok | Eredeti sugárzás  | Eredeti sugárzás  | Magyar sugárzás | Magyar sugárzás |
| Évad | Évad | Epizódok | Évadpremier       | Évadfinálé        | Évadpremier     | Évadfinálé      |
| ---- | ---- | -------- | ----------------- | ----------------- | --------------- | --------------- |
|      | 1    | 14       | 2016. július 8.   | 2016. július 8.   | TBA             | TBA             |
|      | 2    | 12       | 2016. október 21. | 2016. október 21. | TBA             | TBA             |
|      | 3    | 14       | 2017. október 6.  | 2017. október 6.  | TBA             | TBA             |

### 1. évad (2016)
| #   | #   | Eredeti cím             | Magyar cím | Eredeti premier | Magyar premier |
| --- | --- | ----------------------- | ---------- | --------------- | -------------- |
| 1.  | 1.  | Meet the Babies         |            | 2016. július 8. |                |
| 2.  | 2.  | Down on the Farm        |            | 2016. július 8. |                |
| 3.  | 3.  | To the Moon!            |            | 2016. július 8. |                |
| 4.  | 4.  | The Slow Racer          |            | 2016. július 8. |                |
| 5.  | 5.  | Burst My Balloon        |            | 2016. július 8. |                |
| 6.  | 6.  | The Color Monster       |            | 2016. július 8. |                |
| 7.  | 7.  | Ouch!                   |            | 2016. július 8. |                |
| 8.  | 8.  | Tickle Time             |            | 2016. július 8. |                |
| 9.  | 9.  | Tired Lulu              |            | 2016. július 8. |                |
| 10. | 10. | An Egg-Cellent Surprise |            | 2016. július 8. |                |
| 11. | 11. | No Cupcakes for Lunch   |            | 2016. július 8. |                |
| 12. | 12. | The Lost Apple          |            | 2016. július 8. |                |
| 13. | 13. | A Job for Lulu          |            | 2016. július 8. |                |
| 14. | 14. | Bailey the Helper       |            | 2016. július 8. |                |

### 2. évad (2016)
| #   | #   | Eredeti cím                    | Magyar cím | Eredeti premier   | Magyar premier |
| --- | --- | ------------------------------ | ---------- | ----------------- | -------------- |
| 15. | 1.  | Bailey's Garden                |            | 2016. október 21. |                |
| 16. | 2.  | Come Back, Butterfly!          |            | 2016. október 21. |                |
| 17. | 3.  | Lights Out                     |            | 2016. október 21. |                |
| 18. | 4.  | The Opposite of Fun            |            | 2016. október 21. |                |
| 19. | 5.  | Lulu's Special Pillow          |            | 2016. október 21. |                |
| 20. | 6.  | Building Blocks                |            | 2016. október 21. |                |
| 21. | 7.  | Nighttime Is for Sleeping      |            | 2016. október 21. |                |
| 22. | 8.  | Too Loud                       |            | 2016. október 21. |                |
| 23. | 9.  | The Taste Test                 |            | 2016. október 21. |                |
| 24. | 10. | Kip Comes to His Senses        |            | 2016. október 21. |                |
| 25. | 11. | A Playground Parade            |            | 2016. október 21. |                |
| 26. | 12. | Everybody Is Good at Something |            | 2016. október 21. |                |

### 3. évad (2017)
| #   | #   | Eredeti cím                               | Magyar cím | Eredeti premier  | Magyar premier |
| --- | --- | ----------------------------------------- | ---------- | ---------------- | -------------- |
| 27. | 1.  | Hit It!                                   |            | 2017. október 6. |                |
| 28. | 2.  | Raffe's Broken Wheel                      |            | 2017. október 6. |                |
| 29. | 3.  | Hey, Have You Heard? It's the Word Potty! |            | 2017. október 6. |                |
| 30. | 4.  | Mind Your Manners                         |            | 2017. október 6. |                |
| 31. | 5.  | Art from the Heart                        |            | 2017. október 6. |                |
| 32. | 6.  | Stormy Weather                            |            | 2017. október 6. |                |
| 33. | 7.  | Fuzzy Furry Friendships                   |            | 2017. október 6. |                |
| 34. | 8.  | Franny’s Fractions                        |            | 2017. október 6. |                |
| 35. | 9.  | A Bed for Raffe                           |            | 2017. október 6. |                |
| 36. | 10. | The Stink Monster                         |            | 2017. október 6. |                |
| 37. | 11. | Nice Moves!                               |            | 2017. október 6. |                |
| 38. | 12. | A Very Buggy Picnic                       |            | 2017. október 6. |                |
| 39. | 13. | Ocean Chase                               |            | 2017. október 6. |                |
| 40. | 14. | Shop Til You Drop                         |            | 2017. október 6. |                |